# Список умерших в 529 году

## Дата смерти неизвестна или требует уточнения
- Авинита[англ.] — царь династии Западные Ганги (469—529).
- Бадерих, король тюрингов (ок. 507—529); погиб в битве.[1]
- Маздак, персидский зороастрийский религиозный реформатор и пророк.
- Сидней, странствующий епископ, отшельник, католический святой.
- Феодосий Великий, христианский святой, авва, основатель общежительного монашества в Палестине.[2]
- Юань Хао[кит.] — императорский принц и претендент на трон китайской династии Северная Вэй, самопровозглашённый император (528—529); убит.